# Вільям Мейнар
Вільям Мейнар (фр. William Meynard, нар. 11 липня 1987, Марсель, Франція) — французький плавець, срібний призер Олімпійських ігор 2016 року.

## Виступи на Олімпійських іграх
| Олімпіада | Дисципліна             | Місце |
| --------- | ---------------------- | ----- |
| Ріо 2016  | 4x100 м вільним стилем | 2     |